# Boulevard André-Netwiller
Le boulevard André-Netwiller est une voie de Toulouse, chef-lieu de la région Occitanie, dans le Midi de la France.

## Situation et accès

### Description
Le boulevard André-Netwiller traverse les quartiers de Croix-Daurade et de Borderouge, dans le secteur 3 - Nord.

### Voies rencontrées
Le boulevard André-Netwiller rencontre les voies suivantes, dans l'ordre des numéros croissants (« g » indique que la rue se situe à gauche, « d » à droite) :
1. Route d'Albi
2. Rond-point de l'Abbé-Georges-Lafforgue
3. Rue Henri-Ébelot
4. Impasse Jean-Sébastien-Bach - accès piéton (d)
5. Chemin de Borderouge (g)
6. Boulevard Florence-Arthaud (d)
7. Espace Pierre-Gilles-de-Gennes
8. Impasse de Borderouge - accès piéton (d)
9. Rue Antoine-Pastre (g)
10. Rue Françoise-d'Eaubonne (d)
11. Carré de la Maourine (g)
12. Avenue Maurice-Bourgès-Maunoury

## Odonymie
Le boulevard porte le nom d'André Netwiller (1917-1992). Pendant la Seconde Guerre mondiale, il rejoint la Résistance et reçoit la Croix de guerre. Entre 1959 et 1961, il est administrateur-adjoint de la commune mixte de Saïda, en Algérie. En 1962, il s'installe à Toulouse où il est chargé de mission à la préfecture de la Haute-Garonne pour l'accueil des rapatriés d'Algérie. Il devient par la suite président du Cercle algérianiste et président du Cercle des Français d'Afrique du Nord et d'outre-mer. Il poursuit également une carrière politique et devient conseiller municipal de Toulouse entre 1971 et 1992.

## Patrimoine et lieux d'intérêt
- no  32-34 : immeubles Sky-Line I et II. 
Les immeubles Sky-Line I (actuel no 34) et Sky-Line II (actuel no 32) sont deux immeubles de bureaux, construits entre 2017 et 2019 par l'architecte parisien Jean-Pierre Lott pour le compte de la société immobilière Keys Selection (actuel no 34) et de la mairie de Toulouse (actuel no 32). L'immeuble Sky-Line I reçoit sur une surface de 2 000 m² les bureaux des entreprises Humanis et Adecco et de la ville de Toulouse, tandis que l'immeuble Sky-Line II abrite sur 4 700 m² la Maison municipale des familles. Les deux bâtiments s'élèvent entre le boulevard André-Netwiller et la gare de bus de Borderouge, face à la place du carré de la Maourine. Ils possèdent une ossature en béton. Ils sont enveloppés par une résille métallique en aluminium, développée par l'entreprise Reynaers. À l'intérieur, une grande liberté d'aménagement est proposée par la répétition de plateaux de 16 mètres de largeur utile avec deux circulations et un noyau pour l'ascenseur[1].

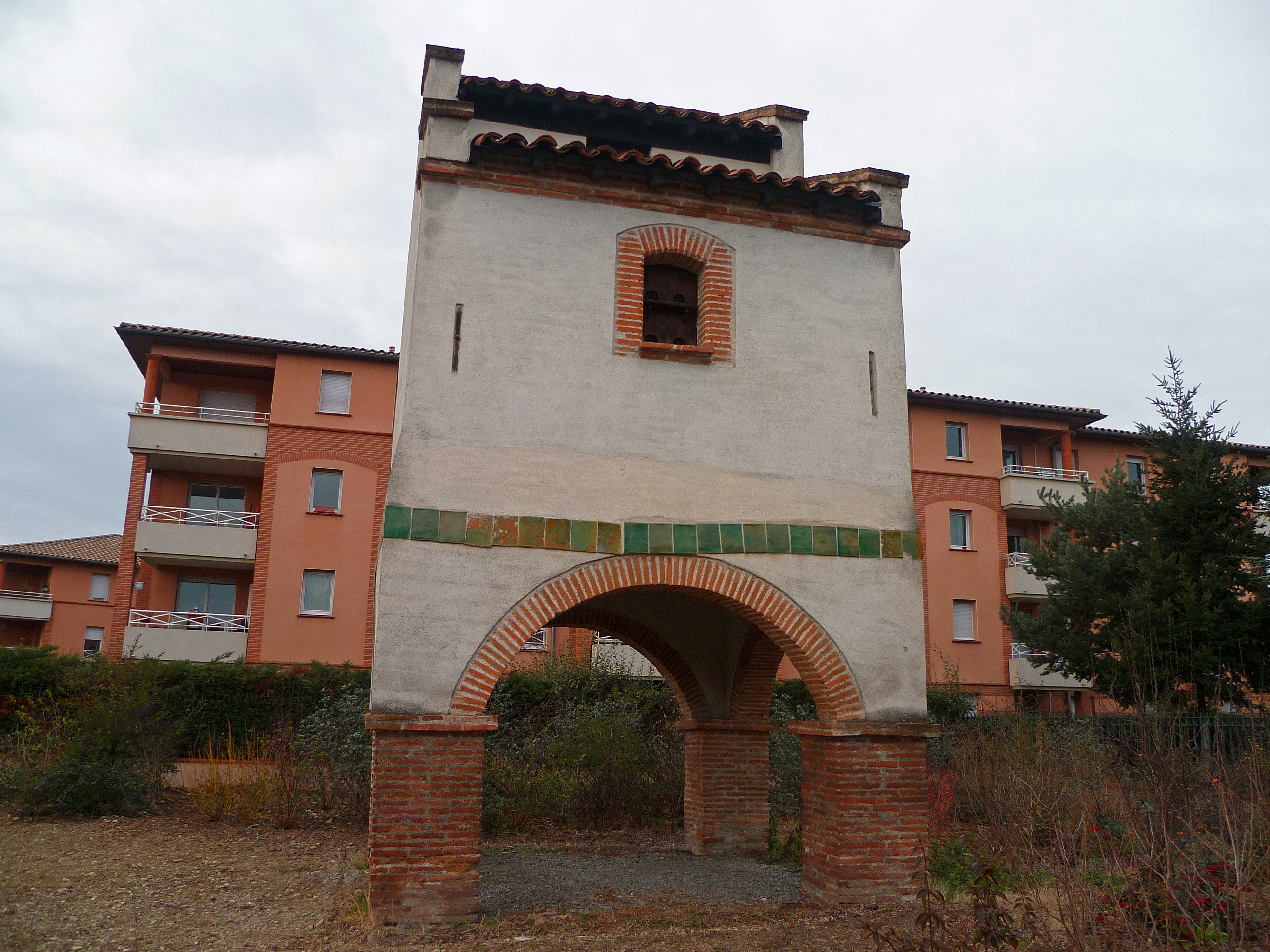
Le pigeonnier de Comigères (première décennie du XIXe siècle).

- pigeonnier de Comigères. 
Le pigeonnier est construit dans la première décennie du XIXe siècle pour Mme Commartin, propriétaire du domaine de Comigères (ou Coumegères), qui comprend déjà une métairie (actuelle ferme de Coumegères, no 1 impasse du Général-Augustin-Darricau), des bâtiments agricoles, un vivier, un bois, des terres labourables et des vignes. En 1994, l'aménagement du boulevard André-Netwiller sépare la ferme du pigeonnier, qui fait l'objet d'une restauration en 1996. Son architecture est caractéristique des pigeonniers en pied-de-mulet, qui se retrouvent en grand nombre dans le Midi toulousain. De plan carré, il repose sur quatre arcades en plein cintre. Il est ouvert par une unique fenêtre segmentaire. Il est couvert par un toit à un pan, masqué sur les façades nord et sud par un pignon à redents. Les façades sont couvertes d'un enduit clair, quoiqu'une frise de carreaux en céramique verte souligne le 1er étage[2].